# Capparidastrum quiriguense
Capparidastrum quiriguense är en kaprisväxtart. Capparidastrum quiriguense ingår i släktet Capparidastrum och familjen kaprisväxter.

## Underarter
Arten delas in i följande underarter:
- C. q. globosum
- C. q. quiriguense